# Pedinolejeunea himalayensis
Pedinolejeunea himalayensis là một loài Rêu trong họ Lejeuneaceae. Loài này được (Pandé & Misra) P.C. Chen & P.C. Wu mô tả khoa học đầu tiên năm 1964.